# Uitgeverij & Drukkerij Vorsselmans
Uitgeverij & Drukkerij Vorsselmans is een Nederlandse uitgeverij en drukkerij gevestigd in het Noord-Brabantse Zundert.

## Geschiedenis
Het bedrijf wordt in 1902 opgericht als stroomdrukkerij en geeft in 1903 haar eerste krant uit. In 2002 bestond de drukkerij honderd jaar en ontving het bedrijf het predicaat Hofleverancier. Het bedrijf produceert handels- en familiedrukwerk. Via dochterbedrijf Vorma BV werd lifestyle magazine Estilo uitgegeven. 

## Bodes
Drukkerij Vorsselmans is vooral bekend van de serie onafhankelijke Huis-aan-huisbladen die een- of tweemaal per week verschijnen in de verschillende gemeenten van de regio West-Brabant en Midden-Zeeland, te weten de gemeenten Tholen, Middelburg, Veere, Vlissingen, Moerdijk, Breda, Steenbergen, Roosendaal, Bergen op Zoom, Woensdrecht, Halderberge, Etten-Leur, Rucphen en Zundert.
De kranten brengen een selectie van regionaal nieuws waaraan plaatselijk nieuws uit het verspreidingsgebied van een lokale editie wordt toegevoegd.
De bladen hebben een gezamenlijke oplage van 480.000 exemplaren en worden bekostigd door de adverteerders. Digitaal zijn de edities gebundeld op de website van de Internet Bode waarop zich tevens een (foto)archief bevindt. 

### Edities
- Thoolse Bode
- Middelburgse & Veerse Bode
- Vlissingse Bode
- Bevelandse Bode
- Moerdijkse Bode
- BredaVandaag
- Bergen op Zoomse Bode
- Roosendaalse Bode
- Woensdrechtse Bode
- Halderbergse Bode
- Etten-Leurse Bode
- Zundertse Bode
- Rucphense Bode
- Steenbergse Bode